# Џудо бој
Џудо бој (јап. 紅三四郎, Kurenai Sanshirō; прим. прев. „Скарлетноцрвени Санширо”) јесте манга коју је написао и илустровао Ипеј Кури. Објављивала се 1968. године у Шогакукановој ревији Weekly Shōnen Sunday, са поглављима сакупљеним у један том. Манга је наредне године адаптирана у аниме, у продукцији студија Тацуноко Продакш, коју је Ипеј основао са својом браћом. Приказивала се на Фуџи ТВ од 2. априла 1969. до 24. септембра 1969. Укупно има 26 епизода. Уводну шпицу је отпевала позната јапанска гласовна глумица Мицуко Хорије кад је имала само 12 година и то јој је прва уводна шпица коју је снимила. Исте године, Ипејев брат Јошида је илустровао још једну мангу базирану на серијалу.
У Србији, Црној Гори, Босни и Херцеговини и БЈР Македонији се приказивала на ТВ каналу Пинк Кидс, синхронизована на српски језик.

## Радња
Главни јунак серије је млади џудиста по имену Санширо, који се обучавао у Скарлетноцвеној школи борбених вештина (енгл. Kurenai School of Jiujitsu). Главна радња се своди на његову потрагу за убицом његовог оца. Саншира прати и мали сирочић Кенбо и његов пас Боке. Санширов једини траг ка убици је стаклено око које је нађено на месту злочина, што значи да је у питању једноока особа. Већина негативаца са којима се борио током серије су једнооки или имају повез преко једног ока, но ни један није убица његовог оца. Прича нема јасан крај, потрага за убицом се наставља.

## Улоге
| Улога        | Јапански глас     |
| ------------ | ----------------- |
| Санширо      | Икуо Нишикава     |
| Кембо        | Кембо Каминаримон |
| Боке         | Хироши Отаке      |
| Приповедач   | Кенџи Уцуми       |
| Уводна шпица | Мицуко Хорије     |

Српска синхронизација је изгубљена, како нема снимака и више се не емитује, те гласови нису познати.